# Estado tripleto
Em química quântica é chamado tripleto um sistema com três possíveis valores de spin. Pode consistir num bóson W ou Z com spin de valor 1, dois fermiões idênticos com spin 1/2, ou mais de duas partículas num estado com spin total de 1 (tais como electrões numa molécula oxigénio tripleto). Um tripleto de spin é um conjunto de três estados quânticos dum sistema, cada um com um spin total S = 1 (em unidades de {\displaystyle \hbar }).
Num sistema com duas partículas de spin-1/2 - por exemplo, o protão e o electrão no estado fundamental do hidrogénio, medido num determinado eixo, cada partícula pode girar para cima ou para baixo, pelo que o sistema possui quatro estados básicos no total:
{\displaystyle \uparrow \uparrow ,\uparrow \downarrow ,\downarrow \uparrow ,\downarrow \downarrow }
Usamos os spins de cada partícula para rotular os estados básicos, em que a primeira e segunda seta em cada combinação indicam a direcção de rotação da primeira e segunda partículas, respectivamente. Em rigor:
{\displaystyle |s_{1},m_{1}\rangle |s_{2},m_{2}\rangle =|s_{1},m_{1}\rangle \otimes |s_{2},m_{2}\rangle }
e dado que para partículas de spin 1/2, os estados básicos {\displaystyle |1/2,m\rangle } abrangem um espaço de dimensão 2, os estados básicos {\displaystyle |1/2,m_{1}\rangle |1/2,m_{2}\rangle } abrangem um espaço de dimensão 4.
Agora o spin total e a sua projeção sobre o eixo previamente definido pode ser calculado usando as regras para a adição o momento angular na mecânica quântica usando as coeficientes de Clebsch-Gordan. No geral:
{\displaystyle |s,m\rangle =\sum _{m_{1}+m_{2}=m}C_{m_{1}m_{2}m}^{s_{1}s_{2}s}|s_{1}m_{1}\rangle |s_{2}m_{2}\rangle }
Substituindo os quatro estados básicos:
{\displaystyle |1/2,+1/2\rangle \;|1/2,+1/2\rangle \ (\uparrow \uparrow )}
{\displaystyle |1/2,+1/2\rangle \;|1/2,-1/2\rangle \ (\uparrow \downarrow )}
{\displaystyle |1/2,-1/2\rangle \;|1/2,+1/2\rangle \ (\downarrow \uparrow )}
{\displaystyle |1/2,-1/2\rangle \;|1/2,-1/2\rangle \ (\downarrow \downarrow )}
Obtém-se os valores possíveis de spin total dados juntamente com a sua representação na base {\displaystyle |1/2,\ m_{1}\rangle |1/2,\ m_{2}\rangle }. Existem três estados com spin total do momento angular igual a 1:
{\displaystyle \left.{\begin{aligned}|1,1\rangle &=\;\uparrow \uparrow \\|1,0\rangle &=\;(\uparrow \downarrow +\downarrow \uparrow )/{\sqrt {2}}\\|1,-1\rangle &=\;\downarrow \downarrow \end{aligned}}\;\right\}\quad s=1\quad \mathrm {(triplete)} }
e um quarto com o momento angular de spin total de 0.
{\displaystyle \left.|0,0\rangle =(\uparrow \downarrow -\downarrow \uparrow )/{\sqrt {2}}\;\right\}\quad s=0\quad \mathrm {(singlete)} }